# تاکومی یامازاکی
تاکومی یامازاکی (ژاپنی: 山崎 たくみ; ۱۴ آوریل ۱۹۶۴ – ) صداپیشه اهل ژاپن بود. وی از سال ۱۹۸۵ میلادی تاکنون مشغول فعالیت بوده‌است.